# Sojenje in usmrtitev Nicolaea in Elene Ceaușescu
Sojenje Nicolaeju in Eleni Ceaușescu je bilo kratko sojenje, ki ga je 25. decembra 1989 vodilo izjemno vojaško sodišče, vojno sodišče z v bistvu vnaprej določenim izidom, ustvarjenim na zahtevo novoustanovljene skupine, imenovane Fronta nacionalnega reševanja. Posledica tega so bile obsodbe o krivdi in smrtna kazen za nekdanjega romunskega predsednika in generalnega sekretarja romunske komunistične partije Nicolaeja Ceaușescuja in njegovo ženo Eleno Ceaușescu.
Glavna obtožba je bil genocid, in sicer umor "več kot 60.000 ljudi" med romunsko revolucijo v Temišvaru. Drugi viri navajajo število smrtnih žrtev med 689 in 1200. Kljub temu obtožbe niso vplivale na sojenje. General Victor Stănculescu je s seboj pripeljal posebej izbrano ekipo iz crack polka, ki so jih zgodaj zjutraj izbrali za strelski vod. Pred začetkom sodnega postopka je Stănculescu že izbral kraj, kjer je potekala usmrtitev – ob eni strani zidu na trgu vojašnice.  
Nicolae Ceaușescu je zavrnil priznanje o kršitvah človekovih pravic na sodišču, ker je trdil, da nima ustavne podlage in trdil, da so bile revolucionarne oblasti del sovjetske zarote.  

## Pripor
22. decembra 1989, med romunsko revolucijo, sta Nicolae in Elena Ceaușescu s helikopterjem zapustila stavbo Centralnega komiteja v Bukarešti, od koder sta kmalu zatem odšla proti Pitești. Pilot helikopterja je trdil, da mu grozi protiletalski požar, zato je pristal na cesti Bukarešta–Târgoviște v bližini Găeștija. Ustavili so avto, ki ga je vozil dr. Nicolae Decă, ki ju je odpeljali v Văcărești, nato pa je obvestil lokalne oblasti, da se Nicolae in Elena Ceaușescu odpravlja proti Târgoviștu. Ceaușescu je za prevoz vzel drugi avto in svojemu vozniku Nicolaeju Petrișorju naročil, naj jih odpelje v Târgoviște  Med vožnjo je Ceaușescu po avtoradiu slišal novice o revoluciji (do takrat so revolucionarji prevzeli nadzor nad državnimi mediji), zaradi česar je Nicolae Ceaușescu jezno obsodil revolucijo kot državni udar. Petrișor je oba odpeljal v kmetijski center blizu Târgovișteja, kjer so ju zaklenili v pisarno in so ju kasneje aretirali vojaki lokalne vojaške garnizije.

## Ustanovitev sodišča
Ko so nove oblasti ugotovile novico o prijetju od poveljnika vojaške enote generala Andreja Kemenicija, so se začeli pogovarjati, kaj storiti s Ceaușescusom. Victor Stănculescu, ki je bil zadnji Ceaușescujev obrambni minister pred revolucijo, je želel izvesti hitro usmrtitev diktatorja, prav tako Gelu Voican Voiculescu. Ion Iliescu, začasni predsednik Romunije, je podprl to sojenje. Ena od prič je dejala, da ker je Ceaușescov režim mučil in pobijal ljudi, si zato Ceaușescu ni zaslužil nič drugega kot samo smrt. 
Zvečer 24. decembra 1989 je Stănculescu poslal Kemenici tajno kodo, imenovano "zatekanje k metodi", ki se je nanašala na usmrtitev Ceaușescusa. Za sojenje je bilo ustanovljeno desetčlansko sodišče. Vsi člani senata so bili vojaški sodniki. 
The Independent je sojenje označil kot "kar lahko najbolje opišemo kot izjemno vodeno povzetek sojenja, v najslabšem primeru kengurujsko sodišče".

## Obtožbe
Obtožbe zoper Nicolaea Ceaușesca so bile objavljene v Monitorul Oficial dan po usmrtitvi: 
- Genocid – več kot 60.000 smrtnih žrtev,

- Subverzija državne oblasti z organiziranjem oboroženih akcij proti ljudstvu in državni oblasti,

- Kaznivo dejanje uničenja javnega premoženja z uničenjem in poškodovanjem objektov, eksplozij v mestih ipd.,

- Spodkopavanje nacionalnega gospodarstva,

- Poskus pobega iz države s sredstvi v višini več kot 1 milijarde dolarjev, deponiranih v tujih bankah.

## Odvetnik za obrambo
Zjutraj 25. decembra, na dan sojenja, je ugledni odvetnik Nicu Teodorescu imel božični zajtrk z družino, ko ga je poklical Iliescujev pomočnik in ga je Fronta nacionalne odrešitve prosil za Ceaușescusovega zagovornika. Odgovoril je, da bo to "zanimiv izziv". Teodorescu se je s parom prvič srečal v "sodni sobi" Târgoviște, ko je imel deset minut časa za posvetovanje s svojimi strankami. Ker je imel tako malo časa za pripravo kakršne koli obrambe, jim je skušal razložiti, da je njihovo najboljše upanje, da se izognejo smrtni kazni, priznanje norosti. Ceaușescus je to idejo odklonil; Teodorescu pravi: "Ko je [on] to predlagal, je zlasti Elena rekla, da je šlo za nezaslišano postavitev. Počutili so se globoko užaljeni ... Po tem so zavrnili [njegovo] pomoč."    

## Sojenje
Sojenje Nicolaeju in Eleni Ceaușescu se je začelo ob 14:15 in je bilo zelo kratko, trajalo je le eno uro in trideset minut. Ceaușescu se je branil z trditvijo, da je sodišče v nasprotju z ustavo Romunije iz leta 1965 in da ima pooblastilo, da ga lahko odstavi le Velika nacionalna skupščina. Trdil je, da je šlo za državni udar, ki so ga organizirali Sovjeti. 
Nicolae Ceaușescu je bil na sodišču po vseh obtožbah spoznan za krivega, zaradi zločinov proti človeštvu in genocida nad Romuni. Skupaj z svojo ženo Eleno sta bila obsojena na smrtno kazen. V nekem trenutku so njihovi prisilno dodeljeni odvetniki opustili obrambo svojih strank in se pridružili tožilcu ter jih obtožili smrtnih kaznivih dejanj, namesto da bi jih branili. Za domnevne Ceaușescuove zločine ni bil predložen noben dokaz. Sodili so jima na podlagi sklicevanja na kazniva dejanja, ki so sta jih storila po mnenju tožilcev, izključno na podlagi imena kaznivega dejanja ali govoric, ali kot domnevno v novinarskih poročilih. Pojavljale naj bi se različne nepravilnosti, ki so se pokazale po sojenju:  
- Sojenje je potekalo takoj, brez predhodne kazenske preiskave.

- Osumljenci niso bili psihiatrično pregledani, kar je bilo po zakonu obvezno.

- Osumljenca si nista mogla izbrati odvetnikov.

- Obtožba o genocidu ni bila nikoli dokazana. Štirje vrhunski Ceaușescujevi pomočniki so pozneje priznali sokrivdo v genocidu leta 1990. Pro TV je navedla, da je bilo po 22. decembru 1989 (tj. ko diktatorski par ni bil več na čelu) ubitih 860 ljudi. Drugi vir navaja številko 306 ubitih ljudi med 17. in 22. decembrom 1989.

- Sodišče se ni trudilo najti in dokazati resnice. Sodišču ni bil predložen noben spis.

- Ceaușescusa so obtožili, da imajo na tujih bančnih računih milijardo ameriških dolarjev. Takih računov še ni bilo mogoče najti.

- Nicolae Ceaușescu je krivdo za zločine proti človeštvu odkrito zanikal. Eden od odvetnikov Ceaușescusa je pred usmrtitvijo predlagal, da ker nista priznala sodišča, ni možnosti za pritožbo na sodbo.

- Sodba sodnikov dovoljuje pritožbo na višje sodišče. Ceaușescujeva sta bila usmrčena nekaj minut po razsodbi, zaradi česar je bila ta določba neupravičena.

- Oseba, ki je podpisala odlok o organizaciji sodišča, vodja državnega udara Ion Iliescu, za to ni imela zakonske moči. Ukaz je bil podpisan romunskem ministrstvu za obrambo.

- Romunska zakonodaja je prepovedala izvrševanje smrtne kazni manj kot deset dni po razsodbi, da bi imeli odvetniki obtoženca čas za vložitev pritožbe. Po usmrtitvi Ceaușescusa je bila v Romuniji smrtna kazen odpravljena.

- Voditelji državnega udara so dejali, da je bila usmrtitev Ceaușescusa nujna, da bi preprečili teroriste, da bi napadli nov politični red. V Romuniji ni bilo ugotovljeno, da bi bil aktiven kakšen terorist ali teroristične skupine. Novejši vpogled v pregon »zločinov proti človeštvu« trdi, da je novi režim z diverzantskimi dejanji orkestriral »psihozo terorizma«.

- Sprva Iliescu ni želel nemudoma izvesti usmrtitev in se je zavzel za formalno sojenje, ki bi bilo izvedeno nekaj tednov pozneje. General Victor Stănculescu je vztrajal pri hitri usmrtitvi para kot imperativu za romunsko vojsko, ki podpira novoustanovljeno fronto nacionalne odrešitve. Po nekaj urah razprave o tej možnosti se je Iliescu strinjal s Stănculescujem in podpisal odlok o organizaciji sodišča.

## Usmrtitev
Ob 15:45 je bilo sojenje končano, Nicolae in Elena Ceaușescu pa sta bila z zavezanima rokama odpeljana na vojaško dvorišče. Kmalu po končanem sojenju in izreku obsodbe je Nicolae Ceaușescu dejal: "Lahko bi naju ustrelili brez te maškarade." Kmalu po prihodu na vojaško dvorišče so ju postavili pred zid, strelski vod, kjer so jima okrog oči zavezali velik črn trak. 
Ob 16:00 je skupina strelskega voda z streljanjem ubila 71-letnega Nicolaea Ceaușesca in njegovo ženo Eleno. Usmrtitev je izvedel strelski vod, ki so ga sestavljali vojaki padalskega polka: stotnik Ionel Boeru, narednik Georghin Octavian in Dorin-Marian Cirlan, medtem ko se je po poročanju prostovoljno prijavilo tudi na stotine drugih. Priljubljeni avtor zgodovine Simon Sebag Montefiore je trdil, da je Elena Ceaușescu pred izrekom obsodbe kričala: "Vi kurbi sinovi!" medtem ko sta bila pripeljana ven in postavljena ob steno; istočasno je Nicolae Ceaușescu zapel "The Internationale".
Streljanje se je začelo streljati takoj, ko sta se postavila ob zid. Usmrtitev se je zgodila prehitro, da bi jo televizijska ekipa, dodeljena na sojenje in smrtno obsodbo, v celoti posnela na video;  posnet je bil le zadnji krog posnetkov. Leta 2014 je upokojeni stotnik Boeru povedal novinarju za časnik The Guardian, da verjame, da so bili streli, ki jih je izstrelil iz svoje puške, edini odgovorni za smrt obeh Ceaușescusov, saj je bil od treh vojakov v strelskem vodu on le eden, ki se je spomnil preklopiti svojo puško kalašnikov na popolnoma avtomatsko streljanje, in vsaj en član skupine je nekaj sekund okleval s streljanjem. Leta 1990 je član Fronte nacionalnega reševanja poročal, da je bilo v obeh truplih najdenih 120 metkov.
Leta 1989 je romunski premie Petre Roman za francosko televizijo povedal, da je bila usmrtitev izvedena hitro zaradi govoric, da bodo zvesti par rešili.   

## Pokop
Po usmrtitvi so bila trupla obeh prekrita s platnom. Ceaușescusova trupla so nato prepeljali v Bukarešto in 30. decembra 1989 pokopali na pokopališču Ghencea. 
Trupli sta bili leta 2010 izkopani za identifikacijo in ju ponovno pokopali.

## Slike in videoposnetki
Sojenje in podobe mrtvega Ceaușescusa so bili posneti, posnetki pa so bili dva dni po usmrtitvi nemudoma objavljeni v številnih zahodnih državah. Kasneje istega dne je bil video prikazan tudi na romunski nacionalni televiziji.

## Odzivi
Leta 2009 je Valentin Ceaușescu, starejši sin Ceaușescusov, trdil, da bi morale revolucionarne sile ubiti njegove starše, ko so jih aretirali 22. decembra, saj niso potrebovali nobenega sojenja. Po nejasnih komentarjih o incidentu je Ion Iliescu izjavil, da je bil "precej sramoten, a potreben". Podobno je Stănculescu leta 2009 za BBC dejal, da sojenje "ne samo, ampak je bilo nujno", ker bi bila alternativa linč Nicolaeja na ulicah Bukarešte. 
Več držav je po usmrtitvi kritiziralo nove vladarje Romunije zaradi pomanjkanja javnega sojenja. Združene države Amerike so bile najvidnejši kritik sojenja, ki so izjavile: "Obžalujemo, da sojenje ni potekalo na odprt in javen način."

## Dogodki po usmrtitvi
Decembra 2018 so romunski vojaški tožilci obtožili Iliescuja, nekdanjega podpredsednika vlade Geluja Voicana Voiculescuja, nekdanjega poveljnika romunskih letalskih sil Iosifa Rusa in nekdanjega člana sveta Fronte nacionalne odrešitve Emila Dumitrescuja zaradi zločinov proti človeštvu zaradi smrti med romunsko revolucijo, ki se je večina zgodila po strmoglavljenju Ceaușescuja. Obtožnica se je sklicevala tudi na obsodbo in usmrtitev Ceaușescusa "po norčevanju iz sojenja". Preiskava, ki je privedla do obtožb, je bila pred tem zaključena leta 2009, vendar je bila ponovno odprta leta 2016 kot rezultat sojenja na Evropskem sodišču za človekove pravice. 1. marca 1990 so v svoji pisarni našli mrtvega polkovnika Gicăa Popa, ki je vodil sojenje in je bil povišan v generala. Njegovo smrt so pripisali samomoru. Nicolae in Elena Ceaușescu sta bila zadnja, ki sta bila usmrčena v Romuniji pred odpravo smrtne kazni, katera je bila odpravljena 7. januarja 1990.